# Mistrzostwa Europy U-21 w piłce nożnej
Mistrzostwa Europy U-21 w piłce nożnej – rozgrywki, organizowane co 2 lata przez UEFA, w których uczestniczą europejskie reprezentacje do lat 21. Do 2007 r. w turniejach finałowych występowali piłkarze, którzy mieli do 23. roku życia. Od 1992 r., co 4 lata, mistrzostwa są również europejskimi kwalifikacjami do turniejów piłkarskich na igrzyskach olimpijskich.

## Zwycięzcy Challenge Cup U-23
W latach 1967–1970 rozgrywano mecze finałowe o mistrzostwo Europy do lat 23., w których mistrz zmagał się z pretendentem do tytułu, podobnie jak w przypadku walk bokserskich o tytuły mistrzowskie.
| Termin           | Gospodarz    |            | Finaliści        | Finaliści |
| Termin           | Gospodarz    | Mistrz     | Wicemistrz       |           |
| ---------------- | ------------ | ---------- | ---------------- | --------- |
| czerwiec 1967    | Stara Zagora | Bułgaria   | Niemcy Wschodnie |           |
| wrzesień 1967    | Burgas       | Bułgaria   | Finlandia        |           |
| listopad 1967    | Plewen       | Bułgaria   | Czechosłowacja   |           |
| kwiecień 1968    | Sofia        | Bułgaria   | Holandia         |           |
| październik 1968 | Ruse         | Jugosławia | Bułgaria         |           |
| czerwiec 1969    | Nowy Sad     | Jugosławia | Hiszpania        |           |
| listopad 1969    | Zrenjanin    | Jugosławia | Szwecja          |           |
| marzec 1970      | Ateny        | Jugosławia | Grecja           |           |

## Mistrzowie Europy U-23
W latach 1970–1976 prowadzono rozgrywki o tytuł mistrza kontynentu w kategorii do lat 23., ale nie były one rozgrywane pod egidą UEFA.
| 1970–1972 Szczegóły | dwumecz | Czechosłowacja        | 2-2 / 3-1 | ZSRR             | Bułgaria i Grecja     | Bułgaria i Grecja     | Bułgaria i Grecja     | 8 (23) |
| 1970–1972 Szczegóły | dwumecz | Wynik dwumeczu: 5 – 3 |           |                  | Bułgaria i Grecja     | Bułgaria i Grecja     | Bułgaria i Grecja     | 8 (23) |
| 1972–1974 Szczegóły | dwumecz | Węgry                 | 2-3 / 4-0 | Niemcy Wschodnie | Polska i ZSRR         | Polska i ZSRR         | Polska i ZSRR         | 8 (21) |
| 1972–1974 Szczegóły | dwumecz | Wynik dwumeczu: 6 – 3 |           |                  | Polska i ZSRR         | Polska i ZSRR         | Polska i ZSRR         | 8 (21) |
| 1974–1976 Szczegóły | dwumecz | ZSRR                  | 1-1 / 2-1 | Węgry            | Holandia i Jugosławia | Holandia i Jugosławia | Holandia i Jugosławia | 8 (23) |
| 1974–1976 Szczegóły | dwumecz | Wynik dwumeczu: 3 – 2 |           |                  | Holandia i Jugosławia | Holandia i Jugosławia | Holandia i Jugosławia | 8 (23) |

## Mistrzowie Europy U-21
| Rok            | Gospodarz         |                                               | Finał        | Finał               | Finał                         |                               | Półfinaliści (lub mecz o 3. miejsce) | Półfinaliści (lub mecz o 3. miejsce) | Półfinaliści (lub mecz o 3. miejsce) | Liczba drużyn |
| Rok            | Gospodarz         | Mistrz                                        | Wynik        | 2. miejsce          |                               |                               | Półfinaliści (lub mecz o 3. miejsce) | Półfinaliści (lub mecz o 3. miejsce) | Półfinaliści (lub mecz o 3. miejsce) | Liczba drużyn |
| -------------- | ----------------- | --------------------------------------------- | ------------ | ------------------- | ----------------------------- | ----------------------------- | ------------------------------------ | ------------------------------------ | ------------------------------------ | ------------- |
| 1978 Szczegóły | dwumecz           | Jugosławia                                    | 1-0 / 4-4    | Niemcy Wschodnie    | Anglia i Bułgaria             | Anglia i Bułgaria             | Anglia i Bułgaria                    | 8 (24)                               |                                      |               |
| 1978 Szczegóły | dwumecz           | Wynik dwumeczu: 5 – 4                         |              |                     | Anglia i Bułgaria             | Anglia i Bułgaria             | Anglia i Bułgaria                    | 8 (24)                               |                                      |               |
| 1980 Szczegóły | dwumecz           | ZSRR                                          | 0–0 / 1-0    | Niemcy Wschodnie    | Anglia i Jugosławia           | Anglia i Jugosławia           | Anglia i Jugosławia                  | 8 (25)                               |                                      |               |
| 1980 Szczegóły | dwumecz           | Wynik dwumeczu: 1 – 0                         |              |                     | Anglia i Jugosławia           | Anglia i Jugosławia           | Anglia i Jugosławia                  | 8 (25)                               |                                      |               |
| 1982 Szczegóły | dwumecz           | Anglia                                        | 3–1 / 2-3    | Niemcy Zachodnie    | Szkocja i ZSRR                | Szkocja i ZSRR                | Szkocja i ZSRR                       | 8 (26)                               |                                      |               |
| 1982 Szczegóły | dwumecz           | Wynik dwumeczu: 5 – 4                         |              |                     | Szkocja i ZSRR                | Szkocja i ZSRR                | Szkocja i ZSRR                       | 8 (26)                               |                                      |               |
| 1984 Szczegóły | dwumecz           | Anglia                                        | 1–0 / 2-0    | Hiszpania           | Jugosławia i Włochy           | Jugosławia i Włochy           | Jugosławia i Włochy                  | 8 (30)                               |                                      |               |
| 1984 Szczegóły | dwumecz           | Wynik dwumeczu: 3 – 0                         |              |                     | Jugosławia i Włochy           | Jugosławia i Włochy           | Jugosławia i Włochy                  | 8 (30)                               |                                      |               |
| 1986 Szczegóły | dwumecz           | Hiszpania                                     | 2–1 / 1-2    | Włochy              | Anglia i Węgry                | Anglia i Węgry                | Anglia i Węgry                       | 8 (29)                               |                                      |               |
| 1986 Szczegóły | dwumecz           | Wynik dwumeczu: 3 – 3 3 - 0 w rzutach karnych |              |                     | Anglia i Węgry                | Anglia i Węgry                | Anglia i Węgry                       | 8 (29)                               |                                      |               |
| 1988 Szczegóły | dwumecz           | Francja                                       | 0–0 / 3-0    | Grecja              | Anglia i Holandia             | Anglia i Holandia             | Anglia i Holandia                    | 8 (30)                               |                                      |               |
| 1988 Szczegóły | dwumecz           | Wynik dwumeczu: 3 – 0                         |              |                     | Anglia i Holandia             | Anglia i Holandia             | Anglia i Holandia                    | 8 (30)                               |                                      |               |
| 1990 Szczegóły | dwumecz           | ZSRR                                          | 4–2 / 3-1    | Jugosławia          | Szwecja i Włochy              | Szwecja i Włochy              | Szwecja i Włochy                     | 8 (30)                               |                                      |               |
| 1990 Szczegóły | dwumecz           | Wynik dwumeczu: 7 – 3                         |              |                     | Szwecja i Włochy              | Szwecja i Włochy              | Szwecja i Włochy                     | 8 (30)                               |                                      |               |
| 1992 Szczegóły | dwumecz           | Włochy                                        | 2–0 / 0-1    | Szwecja             | Dania i Szkocja               | Dania i Szkocja               | Dania i Szkocja                      | 8 (32)                               |                                      |               |
| 1992 Szczegóły | dwumecz           | Wynik dwumeczu: 2 – 1                         |              |                     | Dania i Szkocja               | Dania i Szkocja               | Dania i Szkocja                      | 8 (32)                               |                                      |               |
| 1994 Szczegóły | Francja           | Włochy                                        | 1–0 po dogr. | Portugalia          | Hiszpania                     | 2–1                           | Francja                              | 8 (32)                               |                                      |               |
| 1996 Szczegóły | Hiszpania         | Włochy                                        | 1–1 po dogr. | Hiszpania           | Francja                       | 1–0                           | Szkocja                              | 8 (44)                               |                                      |               |
| 1996 Szczegóły | Hiszpania         | 4 - 2 w rzutach karnych                       |              |                     | Francja                       | 1–0                           | Szkocja                              | 8 (44)                               |                                      |               |
| 1998 Szczegóły | Rumunia           | Hiszpania                                     | 1–0          | Grecja              | Norwegia                      | 2–0                           | Holandia                             | 8 (46)                               |                                      |               |
| 2000 Szczegóły | Słowacja          | Włochy                                        | 2–1          | Czechy              | Hiszpania                     | 1–0                           | Słowacja                             | 8 (47)                               |                                      |               |
| 2002 Szczegóły | Szwajcaria        | Czechy                                        | 0–0 po dogr. | Francja             | Szwajcaria i Włochy           | Szwajcaria i Włochy           | Szwajcaria i Włochy                  | 8 (47)                               |                                      |               |
| 2002 Szczegóły | Szwajcaria        | 3 - 1 w rzutach karnych                       |              |                     | Szwajcaria i Włochy           | Szwajcaria i Włochy           | Szwajcaria i Włochy                  | 8 (47)                               |                                      |               |
| 2004 Szczegóły | Niemcy            | Włochy                                        | 3–0          | Serbia i Czarnogóra | Portugalia                    | 3–2                           | Szwecja                              | 8 (48)                               |                                      |               |
| 2006 Szczegóły | Portugalia        | Holandia                                      | 3–0          | Ukraina             | Francja i Serbia i Czarnogóra | Francja i Serbia i Czarnogóra | Francja i Serbia i Czarnogóra        | 8 (51)                               |                                      |               |
| 2007 Szczegóły | Holandia          | Holandia                                      | 4–1          | Serbia              | Anglia i Belgia               | Anglia i Belgia               | Anglia i Belgia                      | 8 (51)                               |                                      |               |
| 2009 Szczegóły | Szwecja           | Niemcy                                        | 4–0          | Anglia              | Włochy i Szwecja              | Włochy i Szwecja              | Włochy i Szwecja                     | 8 (52)                               |                                      |               |
| 2011 Szczegóły | Dania             | Hiszpania                                     | 2–0          | Szwajcaria          | Białoruś                      | 1–0                           | Czechy                               | 8 (53)                               |                                      |               |
| 2013 Szczegóły | Izrael            | Hiszpania                                     | 4–2          | Włochy              | Holandia i Norwegia           | Holandia i Norwegia           | Holandia i Norwegia                  | 8 (53)                               |                                      |               |
| 2015 Szczegóły | Czechy            | Szwecja                                       | 0-0 po dogr. | Portugalia          | Dania i Niemcy                | Dania i Niemcy                | Dania i Niemcy                       | 8 (53)                               |                                      |               |
| 2015 Szczegóły | Czechy            | 4 - 3 w rzutach karnych                       |              |                     | Dania i Niemcy                | Dania i Niemcy                | Dania i Niemcy                       | 8 (53)                               |                                      |               |
| 2017 Szczegóły | Polska            | Niemcy                                        | 1-0          | Hiszpania           | Anglia i Włochy               | Anglia i Włochy               | Anglia i Włochy                      | 12 (53)                              |                                      |               |
| 2019 Szczegóły | Włochy San Marino | Hiszpania                                     | 2-1          | Niemcy              | Rumunia i Francja             | Rumunia i Francja             | Rumunia i Francja                    | 12 (55)                              |                                      |               |
| 2021 Szczegóły | Węgry Słowenia    | Niemcy                                        | 1-0          | Portugalia          | Holandia i Hiszpania          | Holandia i Hiszpania          | Holandia i Hiszpania                 | 16 (55)                              |                                      |               |
| 2023 Szczegóły | Rumunia Gruzja    | Anglia                                        | 1-0          | Hiszpania           | Izrael i Ukraina              | Izrael i Ukraina              | Izrael i Ukraina                     | 16 (55)                              |                                      |               |
| 2025 Szczegóły | Słowacja          | Anglia                                        | 3-2 po dogr. | Niemcy              | Holandia i Francja            | Holandia i Francja            | Holandia i Francja                   | 16 (55)                              |                                      |               |
| 2027 Szczegóły | Albania Serbia    |                                               |              |                     |                               |                               |                                      |                                      |                                      | 16 (55)       |

## Osiągnięcia według krajów
W tabeli ujęte są wyłącznie wyniki mistrzostw U-21 (tj. od 1978 r.).
| Kraj            | Triumfator                       | Finalista                  | 3. miejsce     | 4. miejsce | Półfinał                               |
| --------------- | -------------------------------- | -------------------------- | -------------- | ---------- | -------------------------------------- |
| Hiszpania U-21  | 5 (1986, 1998, 2011, 2013, 2019) | 4 (1984, 1996, 2017, 2023) | 2 (1994, 2000) | -          | 1 (2021)                               |
| Włochy U-21     | 5 (1992, 1994, 1996, 2000, 2004) | 2 (1986, 2013)             | -              | -          | 5 (1984, 1990, 2002, 2009, 2017)       |
| Anglia U-21     | 4 (1982, 1984, 2023, 2025)       | 1 (2009)                   | -              | -          | 6 (1978, 1980, 1986, 1988, 2007, 2017) |
| Niemcy U-21     | 3 (2009, 2017, 2021)             | 3 (1982, 2019, 2025)       | -              | -          | 1 (2015)                               |
| Holandia U-21   | 2 (2006, 2007)                   | -                          | -              | 1 (1998)   | 4 (1988, 2013, 2021, 2025)             |
| ZSRR U-21       | 2 (1980, 1990)                   | -                          | -              | -          | 1 (1982)                               |
| Serbia U-211    | 1 (1978)                         | 3 (1990, 2004, 2007)       | -              | -          | 3 (1980, 1984, 2006)                   |
| Francja U-21    | 1 (1988)                         | 1 (2002)                   | 1 (1996)       | 1 (1994)   | 3 (2006, 2019, 2025)                   |
| Szwecja U-21    | 1 (2015)                         | 1 (1992)                   | -              | 1 (2004)   | 1 (2007)                               |
| Czechy U-21     | 1 (2002)                         | 1 (2000)                   | -              | 1 (2011)   | -                                      |
| Portugalia U-21 | -                                | 3 (1994, 2015, 2021)       | 1 (2004)       | -          | -                                      |
| NRD U-21        | -                                | 2 (1978, 1980)             | -              | -          | -                                      |
| Grecja U-21     | -                                | 2 (1988, 1998)             | -              | -          | -                                      |
| Szwajcaria U-21 | -                                | 1 (2011)                   | -              | -          | 1 (2002)                               |
| Ukraina U-21    | -                                | 1 (2006)                   | -              | -          | 1 (2023)                               |
| Norwegia U-21   | -                                | -                          | 1 (1998)       | -          | 1 (2013)                               |
| Białoruś U-21   | -                                | -                          | 1 (2011)       | -          | -                                      |
| Szkocja U-21    | -                                | -                          | -              | 1 (1996)   | 2 (1982, 1992)                         |
| Słowacja U-21   | -                                | -                          | -              | 1 (2000)   | -                                      |
| Dania U-21      | -                                | -                          | -              | -          | 2 (1992, 2015)                         |
| Bułgaria U-21   | -                                | -                          | -              | -          | 1 (1978)                               |
| Węgry U-21      | -                                | -                          | -              | -          | 1 (1986)                               |
| Belgia U-21     | -                                | -                          | -              | -          | 1 (2007)                               |
| Rumunia U-21    | -                                | -                          | -              | -          | 1 (2019)                               |
| Izrael U-21     | -                                | -                          | -              | -          | 1 (2023)                               |

- 1 Wyniki Jugosławii oraz Serbii i Czarnogóry  wliczane są do dorobku Serbii, która jest prawnym spadkobiercą tych dwóch państw.

## Nagrody

### Najlepszy zawodnik
Nagroda na najlepszego zawodnika przyznawana jest graczowi, który najbardziej wyróżnił się podczas turnieju.
| Edycja                   | Najlepszy zawodnik  | Źródło |
| ------------------------ | ------------------- | ------ |
| 1978                     | Vahid Halilhodžić   | [ 1 ]  |
| 1980                     | Anatolij Demjanenko | [ 2 ]  |
| 1982                     | Rudi Völler         | [ 3 ]  |
| 1984                     | Mark Hateley        | [ 4 ]  |
| 1986                     | Manolo Sanchís      | [ 5 ]  |
| 1988                     | Laurent Blanc       | [ 6 ]  |
| 1990                     | Davor Šuker         | [ 7 ]  |
| 1992                     | Renato Buso         | [ 8 ]  |
| Francja 1994             | Luís Figo           | [ 9 ]  |
| Hiszpania 1996           | Fabio Cannavaro     | [ 10 ] |
| Rumunia 1998             | Francesc Arnau      | [ 11 ] |
| Słowacja 2000            | Andrea Pirlo        | [ 12 ] |
| Szwajcaria 2002          | Petr Čech           | [ 13 ] |
| Niemcy 2004              | Alberto Gilardino   | [ 14 ] |
| Portugalia 2006          | Klaas-Jan Huntelaar | [ 15 ] |
| Holandia 2007            | Royston Drenthe     | [ 16 ] |
| Szwecja 2009             | Marcus Berg         | [ 17 ] |
| Dania 2011               | Juan Mata           | [ 18 ] |
| Izrael 2013              | Thiago Alcântara    | [ 19 ] |
| Czechy 2015              | William Carvalho    | [ 20 ] |
| Polska 2017              | Daniel Ceballos     | [ 21 ] |
| Włochy / San Marino 2019 | Fabián Ruiz         |        |
| Węgry / Słowenia 2021    | Fábio Vieira        |        |
| Rumunia / Gruzja 2023    | Anthony Gordon      |        |

### Złoty but
Nagroda złotego buta przyznawana jest zawodnikowi, który zdobył najwięcej bramek podczas turnieju. Od 2013 roku przyznawane są również nagrody srebrnego i brązowego buta dla zawodników, który w klasyfikacji strzelców byli odpowiednio drugi i trzeci.
| Tournament               | Złoty but                                | Bramki | Srebrny But       | Bramki | Brązowy but       | Bramki |  |
| ------------------------ | ---------------------------------------- | ------ | ----------------- | ------ | ----------------- | ------ |  |
| Słowacja 2000            | Andrea Pirlo                             | 3      |                   |        |                   |        |  |
| Szwajcaria 2002          | Massimo Maccarone                        | 3      |                   |        |                   |        |  |
| Niemcy 2004              | Alberto Gilardino                        | 4      |                   |        |                   |        |  |
| Portugalia 2006          | Klaas-Jan Huntelaar                      | 4      |                   |        |                   |        |  |
| Holandia 2007            | Maceo Rigters                            | 4      |                   |        |                   |        |  |
| Szwecja 2009             | Marcus Berg                              | 7      |                   |        |                   |        |  |
| Dania 2011               | Adrián López                             | 5      |                   |        |                   |        |  |
| Izrael 2013              | Álvaro Morata                            | 4      | Thiago Alcântara  | 3      | Isco              | 3      |  |
| Czechy 2015              | Jan Kliment                              | 3      | Kevin Volland     | 2      | John Guidetti     | 2      |  |
| Polska 2017              | Saúl Ñíguez                              | 5      | Marco Asensio     | 3      | Bruma             | 3      |  |
| Włochy / San Marino 2019 | Luca Waldschmidt                         | 7      | George Pușcaș     | 4      | Marco Richter     | 3      |  |
| Węgry / Słowenia 2021    | Lukas Nmecha                             | 4      | Patrick Cutrone   | 3      | Dany Mota         | 3      |  |
| Rumunia / Gruzja 2023    | Sergio Gómez, Abel Ruiz, Heorhij Sudakow | 3      | ponad 10 piłkarzy | 2      | ponad 10 piłkarzy | 1      |  |